# The Legend of Alon D'ar
The Legend of Alon D'ar est un jeu de rôle développé par Stormfront Studios et édité par Ubisoft pour PlayStation 2 en 2001.

## Accueil
Le jeu a reçu "des critiques généralement défavorables" selon l'agrégateur de critiques Metacritic. Jeff Lundrigan de Next Generation a déclaré: "Peu de choses sont plus fastidieuses qu'un "RPG tentaculaire" sans véritable esprit, style ou personnages attachants. Et Alon D'ar en fait partie".